# Лонг, Эрик, 3-й виконт Лонг
Ричард Эрик Онслоу Лонг, 3-й виконт Лонг (англ. Richard Eric Onslow Long, 3rd Viscount Long; 22 августа 1892 — 12 января 1967) — британский консервативный политик и офицер.

## Происхождение и образование
Родился 22 августа 1892 года в Руд-Эштоне, графство Уилтшир. Младший сын Уолтера Лонга, 1-го виконта Лонга (1854—1924), и леди Дороти Бланш Бойл (ок. 1860 — 7 июня 1938), дочери Ричарда Бойла, 9-го графа Корка. Младший брат бригадного генерала Уолтера Лонга и племянник лорда Гисборо. Он получил образование в школе Харроу.

## Политическая карьера
Эрик Лонг был избран в Палату общин Великобритании в качестве члена парламента от Уэстбери на дополнительных выборах в 1927 году после смерти действующего депутата-консерватора Уолтера Шоу. Он был переизбран на парламентских выборах 1929 года, но отказался от участия на выборах 1931 года.
23 сентября 1944 года после смерти своего племянника, Уолтера Лонга, 2-го виконта Лонга (1911—1944), погибшего в бою на войне и не оставившего наследником мужского пола, Эрик Лонг унаследовал титул 3-го виконта Лонга из Враксолла, графство Уилтшир, став членом Палаты лордов Великобритании. До этого он был широко известен как «Майор Эрик Лонг».
Он также занимал должности мирового судьи (1923) и заместителя лейтенанта графства Уилтшир (1946).

## Военная карьера
Эрик Лонг участвовал в Первой мировой войне, когда он был упомянут в донесениях. Между войнами он достиг чина майора в неполном рабочем дне Королевского Уилтширского йоменского полка. Он снова служил во Второй мировой войне, став командиром 329-й батареи в 32-м прожекторном полку Королевской артиллерии в 1941 году. Вышел в отставку в 1942 году.
После войны он стал почетным полковником 604-го прожекторного полка Королевской артиллерии (Королевские фузилеры).

## Личная жизнь
21 октября 1916 года в церкви Святой Маргариты, Вестминстер, Лондон, лорд Лонг женился на Гвендолин Хейг-Кук (? — 19 января 1959), дочери дочери Томаса Реджинальда Хейга Кука. У супругов было четверо детей:
- Лейтенант Уолтер Реджинальд Бэзил Лонг (13 декабря 1918 — 28 апреля 1941), служил во время Второй мировой войны лейтенантом Королевской артиллерии, утонул на действительной службе в Греции.
- Достопочтенная Норин Лонг (21 января 1921 — 20 октября 2004), она вышла замуж за майора Джона Кернса Бартоломео, члена Королевского Уилтширского йоменского ордена
- Ричард Джерард Лонг, 4-й виконт Лонг (30 января 1929 — 13 июня 2017), второй сын и преемник отца.
- Достопочтенный Джон Хьюм Лонг (4 июля 1930 — 31 июля 2010), в 1957 году он женился первым браком на Аверил Джульет Стобарт, от брака с которым у него была одна дочь. В 1969 году супруги развелись. В 1994 году он вторично женился на Энн Тонтон, от брака с которой у него не было детей.

Виконт Лонг скончался в больнице Бата 12 января 1967 года в возрасте 74 лет и похоронен в семейном склепе в Уэст-Эштоне, Уилтшир. Согласно его некрологу в The Times, он однажды описал социалистов как «опасных зверей». Когда в Палату лордов были введены женщины-пэры, он сказал: «Я, конечно, поговорю с ними, если они будут навязывать мне свое присутствие, но в противном случае я сделаю все возможное, чтобы не обращать на них внимания». Он сказал о женщинах, что они «не имеют ни малейшего понятия» о политике.